# Rolls Royce Phantom Jonckheere Aerodynamic
Pour les articles homonymes, voir Rolls-Royce Phantom et Jonckheere.
La Rolls Royce Phantom Jonckheere Aerodynamic est une voiture de collection modèle unique de 1934, du constructeur automobile britannique Rolls-Royce.

## Historique
Le designer-carrossier belge Henri Jonckheere conçoit ce modèle unique en 1934, sur une base de châssis-moteur de Rolls-Royce Phantom I de 1925, avec une carrosserie aérodynamique et des portes rondes antagonistes inspirées du Modernisme et du style paquebot fastback Art déco en vogue des Années folles des années 1930, inspirée entre autres des carrosseries avant-gardistes « Aérodyne » des Avions Voisin C25 ou C27 (1934) de l'époque.

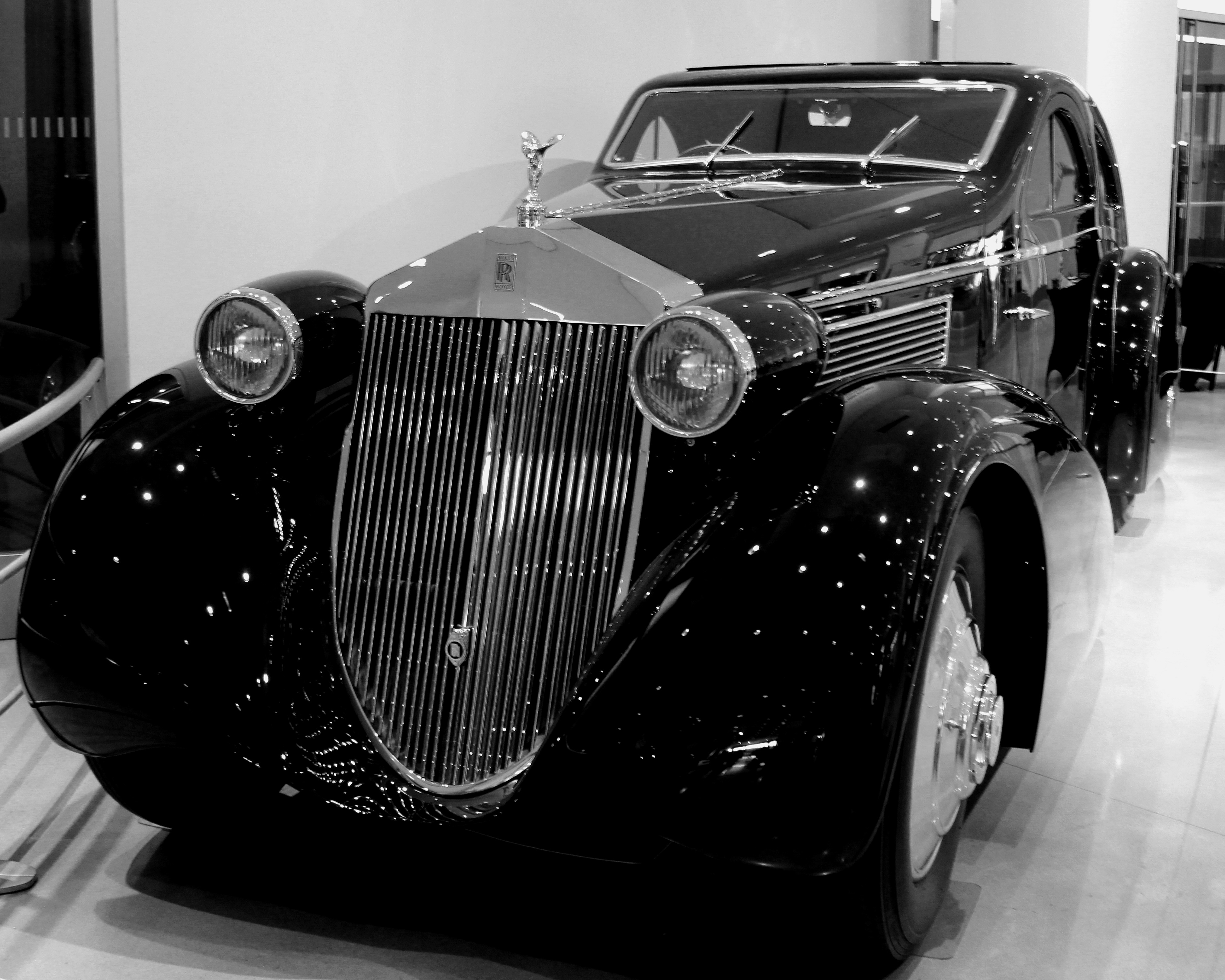
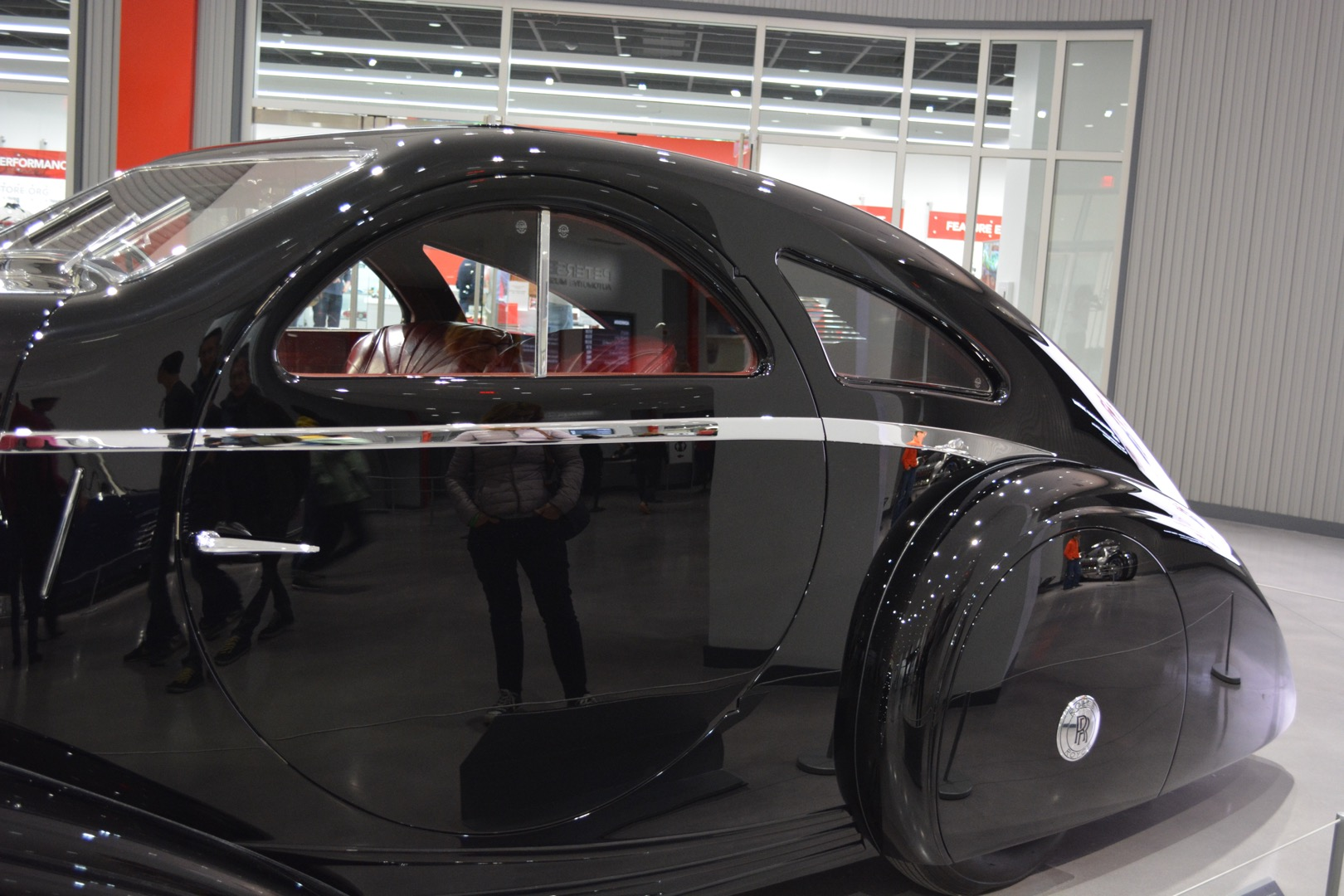
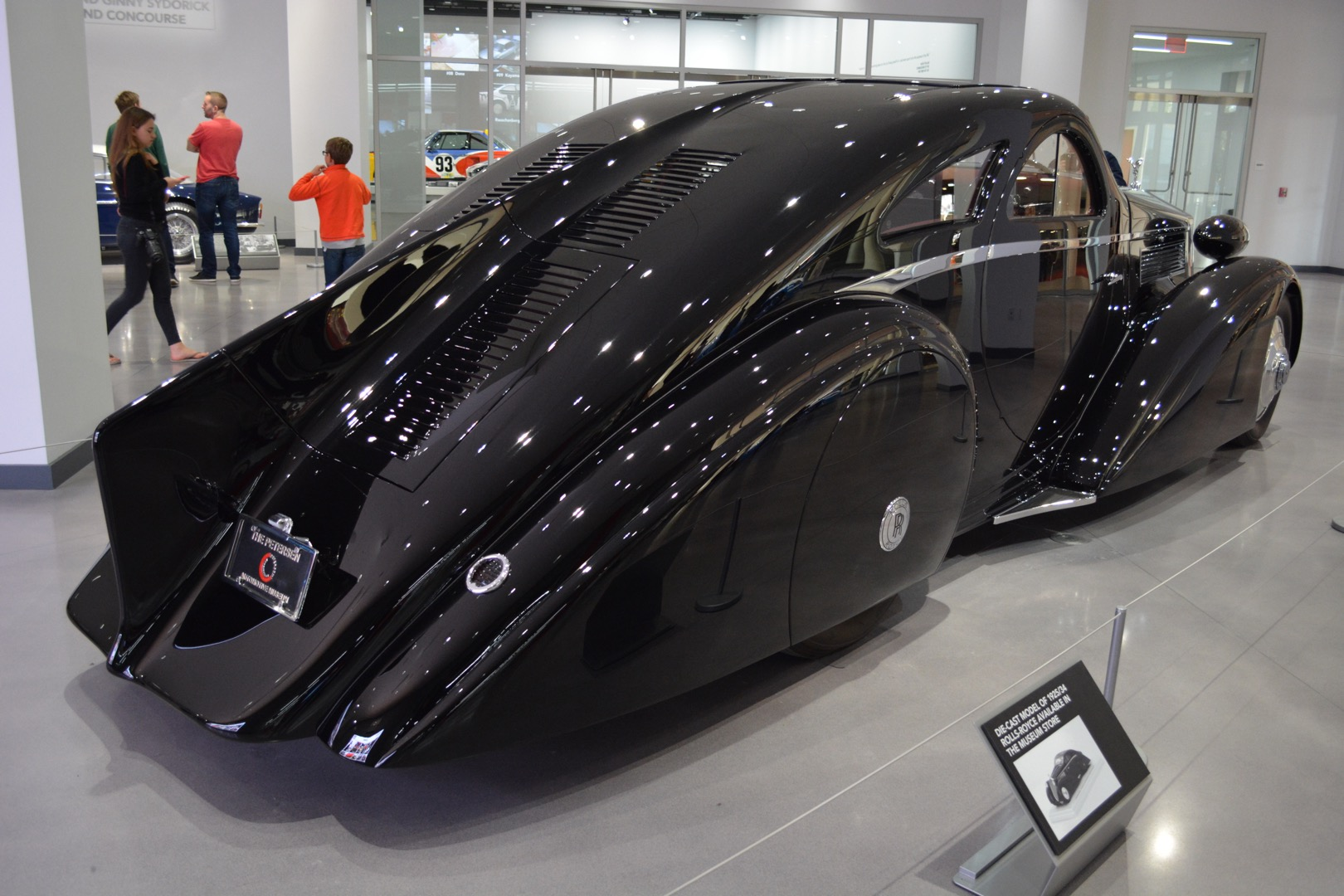

Elle est propulsée par un moteur 6 cylindres en ligne amélioré de Rolls-Royce Phantom I de 7,7 litres de cylindrée pour 110 ch.
Ce modèle inspire sans doute les designers-carrossiers les plus avant-gardistes de l'époque des Bugatti Type 57 (1934), Bugatti Aérolithe (1935), Avions Voisin C28 (1935), Bugatti Type 51 Dubos (1937), Talbot-Lago T150 SS Figoni et Falaschi (1937), et autres Delahaye Type 165 (1938)... 

## Voiture de collection
Après avoir longtemps disparu de la circulation, elle est retrouvée dans les années 1950 dans une casse automobile du New Jersey à l'état d'épave de trouvaille de grange. Elle est acquise en 2001 et entièrement restaurée par le Petersen Automotive Museum de Los Angeles en Californie, pour être exposée et participer à divers concours d'élégance internationaux,.
Une version néo-rétro Rolls Royce Phantom Jonckheere Aerodynamic II est créée en 2012 par le designer Ugur Sahin,, en hommage au modèle original.